# مارفين بارنز
مارفين بارنز (بالإنجليزية: Marvin Barnes)‏ مواليد 27 يوليو 1952 في بروفيدنس - الوفاة 8 سبتمبر 2014، كان لاعب كرة سلة أمريكي. بدأ مسيرته الاحترافية في سنة 1974. تم اختياره من قبل فريق فيلادلفيا سفنتي سيكسرز خلال الدرافت. بلغ طوله 6 قدم 8 بوصة (2.0 م). اعتزل اللعب في 1986.

## المسيرة الاحترافية
لعب مع ديترويت بيستونز من سنة 1976 إلى 1978، ثم لعب مع بوفالو بريفز في موسم 1977–1978، ثم لعب مع بوسطن سيلتكس في موسم 1978–1979، ثم لعب مع لوس أنجلوس كليبرز في موسم 1979–1980.

## روابط خارجية
- مارفين بارنز على موقع إن بي أي (الإنجليزية)
- مارفين بارنز على موقع سبورتس رفرنس (الإنجليزية)
- مارفين بارنز على موقع كلية كرة السلة في سبورتس رفرنس.كوم (الإنجليزية)
- مارفين بارنز على موقع ريلجم (الإنجليزية)
- مارفين بارنز على موقع بروبوليرز (الإنجليزية)